# Pete Rock

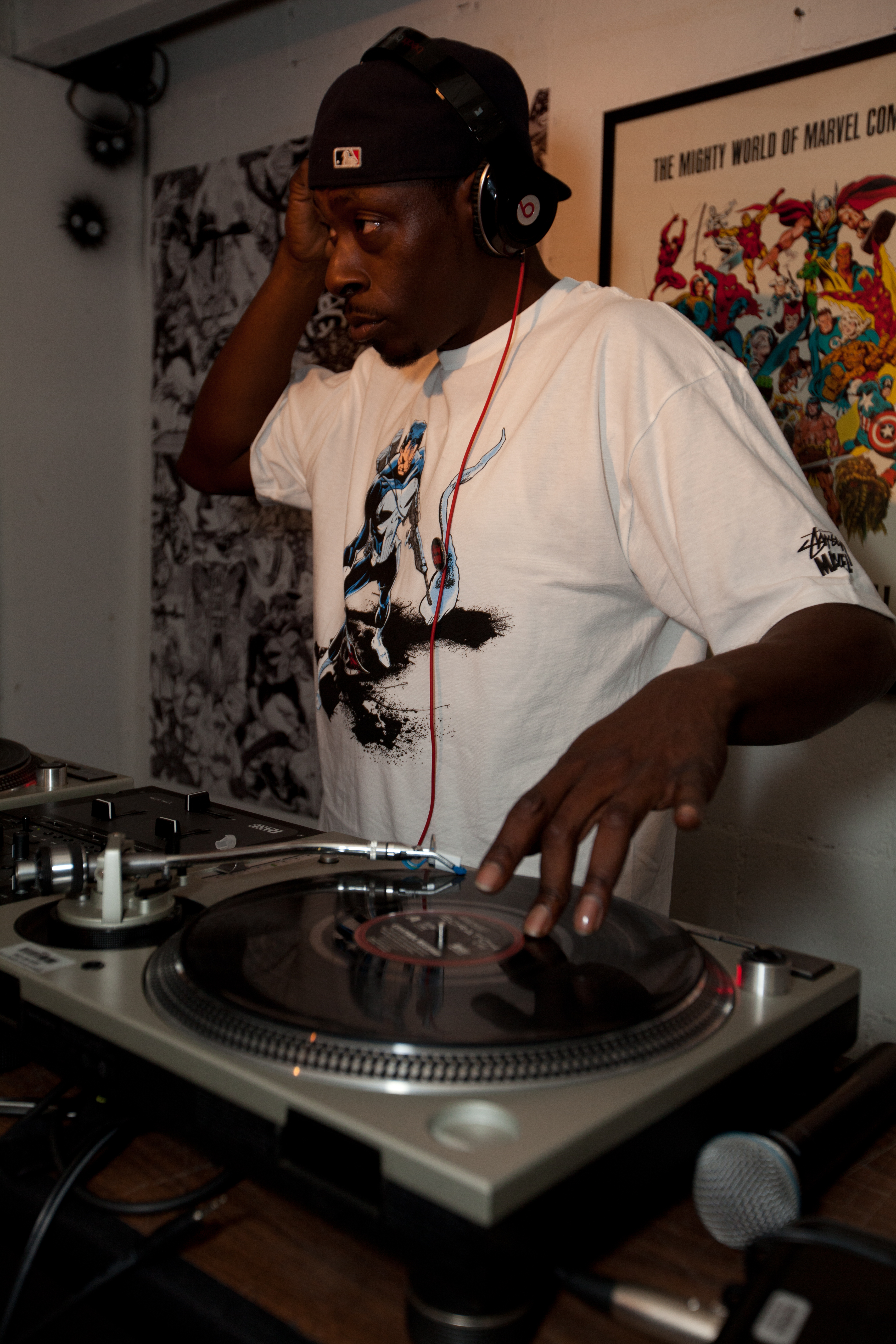
Pete Rock

Peter Phillips (Mount Vernon (New York), 21 juni 1970), beter bekend onder zijn artiestennaam Pete Rock, is een Amerikaanse producer, dj en rapper.
Hij steeg in de bekendheid in de vroege jaren 1990 als een helft van de groep Pete Rock & CL Smooth. Zodra de groep besloot te scheiden, ging Rock verder met een solocarrière dat hem wereldwijde erkenning heeft gebracht, maar hij had weinig commercieel succes. Samen met groepen als Stetsasonic, A Tribe Called Quest, The Roots en Gang Starr, speelde Rock een rol in de fusie van jazz met elementen van hiphop, die ook bekendstaat als jazzrap. Hij wordt algemeen erkend als een van de grootste producenten aller tijden en wordt vaak genoemd samen met DJ Premier en RZA als een van de belangrijkste pijlers van de productie van eastcoasthiphop van de jaren negentig. Rock is de jongere neef van wijlen rapper Heavy D.

## Discografie
Albums
- Soul Survivor (1998)
- PeteStrumentals (2001)
- Lost & Found: Hip Hop Underground Soul Classics (2003)
- My Own Worst Enemy (met Ed O.G.) (2004)
- Soul Survivor II (2004)
- The Surviving Elements: From Soul Survivor II Sessions (2005)
- NY's Finest (2008)
- Monumental (met Smif-N-Wessun) (2011)
- 80 Blocks From Tiffany's (met Camp Lo) (2011)

- Bibliothèque nationale de France: cb13974873z (data)
- Gemeinsame Normdatei: 135110874
- International Standard Name Identifier: 0000 0001 1691 9124
- Library of Congress Control Number: no2005016023
- MusicBrainz: 39a973f2-0785-4ef6-90d9-551378864f89
- Système universitaire de documentation: 252500288
- Virtual International Authority File: 177149294486280522895